# Obec
Obec – podstawowa jednostka samorządu terytorialnego i podziału administracyjnego w Czechach i na Słowacji, odpowiadająca polskiej gminie.
W Czechach w skład gminy może wchodzić kilka miejscowości, a na Słowacji najczęściej każda osobna wieś stanowi odrębną gminę, dlatego bardzo często pod słowem obec Słowacy rozumieją po prostu miejscowość.